# Devin Nunes
Devin Gerald Nunes, né le 1er octobre 1973 à Tulare (Californie), est un homme politique américain, élu républicain de Californie à la Chambre des représentants des États-Unis de 2003 à 2022.

## Biographie

### Jeunesse et débuts en politique
Davin Nunes est originaire de Tulare, dans la vallée de San Joaquin en Californie. Après des études à l'université d'État polytechnique de Californie, il devient agriculteur et homme d'affaires.
Il se présente une première fois à la Chambre des représentants des États-Unis en 1998 mais perd la primaire républicaine. Il est nommé directeur du développement rural au département de l'Agriculture en 2001.

### Représentant des États-Unis
Lors des élections de 2002, il se présente à la Chambre des représentants des États-Unis dans le 21e district de Californie. Il remporte la primaire républicaine avec quatre points d'avance sur l'ancien maire de Fresno Jim Patterson. En novembre, il est élu représentant des États-Unis avec 70,5 % des voix.
De 2004 à 2010, il est réélu tous les deux ans en rassemblant plus de deux tiers des suffrages. Son district devient le 22e district en 2011. Il est réélu 61,9 % des voix en 2012, 72 % en 2014 et 67,6 % en 2016.
Depuis le 114e congrès, il préside le United States House Permanent Select Committee on Intelligence, une commission permanente du Congrès des États-Unis chargée de surveiller les activités des agences de renseignement américaines.
En mars 2017, alors qu'il préside le Comité de renseignement de la Chambre qui enquête sur les liens pouvant exister entre la campagne électorale de Donald Trump et la Russie et, dans un contexte où Donald Trump accuse Barack Obama de l'avoir fait espionner ainsi que ses proches pendant cette campagne, il réunit une conférence de presse improvisée pour annoncer avoir vu des dizaines de rapports de renseignement montrant que les aides de M. Trump avaient été sujets à une « collecte de données incidente », effectuée dans un filet de surveillance sur des activités étrangères mis en place par les agences d'espionnage américaines.
En février 2018, il soutient les conclusions du mémo Nunes, un document qui accuse le FBI d'avoir abusé du système pour justifier des enquêtes sur Carter Page (en), un conseiller du président Donald Trump,.
Lors des élections de 2018, l'adversaire démocrate de Nunes, Andrew Janz, réussit à lever plusieurs millions de dollars — Nunes étant devenu une bête noire pour les démocrates du pays. L'élection devient la plus serrée de la carrière du républicain. Il n'est réélu qu'avec cinq points d'avance sur Janz. 
Le 1er janvier 2022, il démisionne de son poste de représentant pour devenir le PDG de la société de médias de l'ancien président Donald Trump.